# Andris Blicavs
Andris Blicavs, né le 30 juillet 1954, est un ancien joueur australien de basket-ball.